# 北京市保安服务总公司
北京市保安服务总公司成立于1986年4月，具体日期不详，目前拥有31家分公司。该公司是中国大陆地区改革开放后，最早成立的专业化保安服务公司之一。经营业务包括安全保障、押运及技术咨询等。该公司曾经是北京奥运会指定保安服务提供商之一。
北京市保安服务总公司注册资本为2亿元人民币，北京通达资产管理集团公司持有100%股权。北京通达资产管理集团公司由北京市四服企业管理办公室（北京市公安局下属单位）全资设立。

## 分公司
1. 平谷分公司
2. 门头沟分公司
3. 丰台分公司
4. 大兴分公司
5. 怀柔分公司
6. 开远分公司
7. 经济技术开发区分公司
8. 融达消防分公司
9. 朝阳分公司
10. 燕山分公司
11. 宣武分公司
12. 海淀分公司
13. 地铁分公司
14. 外事分公司
15. 网络安全分公司
16. 东城分公司
17. 西城分公司
18. 公交分公司
19. 铁卫分公司
20. 铁保分公司
21. 通州分公司
22. 顺义分公司
23. 崇文分公司
24. 昌平分公司
25. 文安分公司
26. 特保安检分公司
27. 国都保安分公司
28. 石景山分公司
29. 西站分公司
30. 清河分公司